# Новий канал
«Новий канал» — український розважальний телеканал. Входить до медіахолдингу «Starlight Media», що належить українському олігархові Вікторові Пінчуку.

## Історія
Днем початку мовлення каналу на 50 ТВК стало 26 лютого 1998 року, канал ділив тоді сітку з «СТБ» і мовив у нерейтинговий денний час — з 10:00 до 16:00 годин по буднях та з 12:00 до 17:00 годин у вихідні. Етер складався з художніх та документальних фільмів, як західних, так і пострадянських, відеокліпів (у програмі «Нова музика на Новому каналі»), а також розважальної рубрики «Відпочинемо від занять». «Новий канал» став першим в Україні телеканалом, що почав мовити в системі PAL.
Згодом канал отримав окрему частоту у Києві (52 ТВК), на якій вперше вийшов в етер 15 липня 1998 року о 8:30, коли відбувся перший прямий етер, який вели ведучі Лідія Таран і Анастасія Образцова. Одразу, змінилась якість зображення з системи PAL на SECAM. Змінилось і програмне наповнення каналу, який тепер мовив щоденно з 8:30 і приблизно до 0:30-1:00. Основу етеру, як і раніше, займали художні, документальні та мультиплікаційні фільми. Проте в перервах між ними могла виходити «Студія» — онлайн-проєкт, який в залежності від часу міг називатися: «Студія. Ранок», «Студія. Вдень», «Студія. Вечір», «Студія. Ніч».
У квітні 1999 року на канал прийшла команда менеджерів на чолі з Олександром Ткаченком після скандалу із закриттям програми «Післямова» на «1+1». З його приходом політика каналу змінилась на ширшу аудиторію. З 14 червня 1999 року в етері каналу з'явилась інформаційна програма «Репортер», яка була орієнтована на подачу до етеру оперативних новин. Першою ведучою була Іванна Найда. 17 червня того ж року стартувало ранкове шоу «Підйом» з Машею Єфросініною та Юрієм Горбуновим.
З 1 грудня 1999 року «Новий канал» вийшов за межі столиці та розпочав регіональне мовлення в шести обласних центрах України. Першими містами стали: Харків (Фора), Донецьк (ТРК Донецьк), Рівне (Рівне 1), Херсон (Ител), Кропивницький (TTV) та Полтава (UTA TV). У січні 2000 року «Новий канал» дивились у 17 великих містах України.
20 грудня 2000 року телеканал розпочав супутникове мовлення.
6 лютого 2001 року стартує вебсайт телеканалу.
1 березня 2001 року канал першим в Україні перейшов на цілодобове мовлення. У цей же день почав своє існування і проєкт «Зона ночі», який з 2005 року став пізнавально-культурологічним проєктом.
До 2003 року «Новий канал» належав російській компанії «Альфа-Груп» через український «Альфа-Банк», а до 2004 року канал опинився в руках олігарха Віктора Пінчука. По закінченню контракту, у січні 2005 року свою посаду покинув Олександр Ткаченко, а на його місце прийшла Ірина Лисенко.
11 листопада 2009 року «Новий канал» увійшов до медіахолдингу «Starlight Media».
З 6 липня 2015 року була запущена нова сітка мовлення на розважальну тематику. З того часу відсутні інформаційні та спортивні програми, залишились художні фільми, мультфільми, телесеріали, а також розважальні шоу.
15 липня 2018 року до свого 20-річчя телеканал змінив логотип і графічне оформлення та перейшов до мовлення у широкоекранному форматі 16:9.
13 січня 2020 року разом зі спорідненими телеканалами «СТБ», «ICTV» й «ОЦЕ ТБ» «Новий канал» перейшов до мовлення у стандарті високої чіткості (HD).
У зв'язку з російським вторгненням в Україну 24 лютого 2022 року телеканал цілодобово транслював інформаційний марафон «Напад на Україні» від «Starlight Media». З 25 лютого до 3 квітня телеканал перепрограмував свій етер для дитячої й підліткової аудиторії. Була відсутня реклама.
4 квітня телеканал відновив програмну сітку. Російськомовні програми та серіали транслювалися в українському озвученні.
8 квітня 2024 року Міністерство культури та інформаційної політики України надало каналу статус критично важливого. Таким чином його працівники можуть бути заброньовані від мобілізації.

## Керівництво
Офіційними співвласниками каналу є підприємство з іноземними інвестиціями «ІННОТЕХ» та ЗАТ «НК-ХОЛДІНГ»[джерело?]. До 2003 року контроль над каналом мала російська «Альфа-Груп» (через афільований з ним український «Альфа-банк»), але протягом 2003—2004 років акції в неї викупили структури, близькі до Віктора Пінчука.
Починаючи з квітня 1999 року Новим каналом керував Олександр Ткаченко, у січні 2005 року його змінила Ірина Лисенко. 15 травня 2012 року пост генерального директора зайняв Володимир Локотко.
У квітні 2019 року посаду генерального директора обійняв Олексій Гладушевський.
У січні 2020 року генеральною директоркою «Нового каналу» стала Ольга Задорожна.
Починаючи з 1 липня 2024 року в.о. гендиректора каналу стала Ірина Ваховська.

## Логотип
Телеканал змінив 9 логотипів. Нинішній — 10-й за ліком. Знаходиться у у правому верхньому куті екрана.
| Логотип | Опис |
| ------- | --- |
|         | 1998 року логотипом було біле кільце із брудно-золотою серединою, в яке вписано білу літеру «Н». Логотип був злегка об'ємним і непрозорим. |
|         | До 30 листопада 1999 року логотипом використовувався схожий логотип, але із прозорою серединою. Логотип зменшився у розмірі і став необ'ємним. |
|         | З 1 грудня 1999 до 31 серпня 2001 року логотипом було біле кільце з тонким начерком, всередині якого написана літера «Н». Логотип був невеликого розміру. |
|         | З 1 вересня 2001 до 29 лютого 2004 року використовувався той самий логотип, але біле кільце стало напівпрозорим. |
|         | З 1 березня 2004 до 18 вересня 2005 року логотипом було біле кільце з темно-зеленою серединою, в якому написана літера «Н». Логотип дещо збільшився у розмірі, став злегка об'ємним та з мінімальною прозорістю. |
|         | З 19 вересня 2005 до 10 червня 2012 року логотипом було біле кільце із зеленою серединою, в якому написана літера «Н» білого кольору. Логотип був більшим та прозорішим. |
|         | З 11 червня 2012 до 14 липня 2018 року логотипом було біле кільце із зеленою серединою та «візерунками» всередині. Прозорість логотипа мінімальна. Також у траурні дні з 2006 до 2013 року з'являвся варіант логотипа 1999—2001. |
|         | З 15 липня 2018 до 23 серпня 2021 року логотипом було напівпрозоре кільце, тло всередині якого у формі заокругленого символу діалогу (спічбабл); на тлі якого знаходилась літера «Н». Під час анонсу та реклами логотип був світло-зеленого кольору. Наприкінці реклами логотип виконував роль таймера зворотного відліку деякого кольору (зелений, жовтий або червоний), який встановлював вікові обмеження програми, що транслювався в цей момент. Після реклами, при перших 2 хвилинах показу програми логотип зберігав колір. Далі, під час показу програм логотип був напівпрозорий. З 3 лютого 2020 до 23 серпня 2021 року в етері використовувався тільки зелений варіант логотипа, а наприкінці реклами логотип не виконував роль таймера. |
|         | З 24 серпня 2021 до 15 березня 2022 року використовувався логотип, схожий до четвертого логотипа 2004—2005 років — темно-зелена сфера, всередині якої біла літера «Н», але немає білого кільця. |
|         | 16 березня 2022 року на поверхню кулі додано відблиск світла. Після початку повномасштабного російського вторгнення в Україну з 24 лютого до 18 грудня 2022 року ліворуч логотипу було розташований прапор України, а в лівому куті екрану — білий напис «МИ СИЛЬНІ». Під час реклами напис і прапор зникали. З 19 грудня 2022 року логотип має вигляд символів: Різдвяної зірки взимку і квітів навесні і влітку. |
|         | З 26 квітня 2023 року логотипом є зелений круг із золотим обрамленням і візерунками всередині. У круг вписано білу літеру «Н». З червня 2024 року з нагоди міжнародного «місяця гордості», присвяченого рівності та протидії стереотипам щодо ЛГБТ+ спільноти, праворуч логотипа розміщається маленький веселковий прапор. |

## Статистичні дані

### Рейтинги
З 1999 року за рейтингами «Новий канал» посідав третє місце після «Інтера» та «1+1», а 2006 року вийшов на друге місце.
Протягом кількох років спостерігалося зниження рейтингів і частки каналу. За підсумками 2004 року вона склала 10,11 % (за традиційною методикою вимірювання «50+»), 2005 — 9,1 %, 2006 — 8,5 %, 2007 — 7,42 %. Ситуація радикально змінилася 2008 року. Вдале програмування та закупівельна політика дозволили за підсумками року досягти частки 9,31 %, а у 2009 — 9,56 % і здобути друге місце серед українських телеканалів (після «Інтера»).[джерело?]
2010 року показники знову знизилися — до 8,64 % (4-е місце), а 2011 року впали — до 6,45 % (6-е місце), 2012 — до 6,24 %, 2013 — до 6,17 %. 2014 року частка каналу склала 6,23 %, 2015 — 6,66 %, 2016 — 7,01 %, 2017 — 6,72 %, 2018 — 7,1 %, 2019 — 7,33 %, 2020 — 7,54 %, 2021 — 7,14 % (5-е місце).

### Походження та мова контенту
З 2014 року «Новий канал» критикували через трансляцію на ньому російських серіалів. За результатами моніторингів активістів кампанії «Бойкот російського кіно», за період з 8 по 14 вересня 2014 року на телеканалі демонстрували 7 год 35 хв російського контенту на добу.

## Наповнення етеру

### Програми
- 2001 — дотепер: Зона Ночі
- 2012 — дотепер: Хто зверху?
- 2015 — дотепер: Аферисти в сітях
- 2016 — дотепер: Кохання на виживання
- 2018 — дотепер: Екси
- 2019 — дотепер: Improv Live Show
- 2019 — дотепер: Le Маршрутка
- 2020 — дотепер: Орел і решка (раніше на телеканалі «Інтер»)
- 2022 — дотепер: На ножах (раніше на телеканалі «1+1»)
- 2023 — дотепер: єПитання
- 2023 — дотепер:  УніверCheck
- 2023 — дотепер: Розкажи історію
- 2023 — дотепер: Знають навіть діти
- 2024 — дотепер: Розсміши коміка по-новому
- 2024 — дотепер: Поле
- 2024 — дотепер: Хто знає?
- 2024 — дотепер: Неймовірні дуети
- 2024 — дотепер: Середземноморський check-in
- 2024 — дотепер: Їжа України
- 2024 — дотепер: Північний check-in
- 2024 – дотепер: Азійський chek-in
- 2024 – дотепер: Латиноамериканський chek-in
- 2025 – дотепер: VIP. Тернопіль (перший телевізійний концерт транслювали у червні 2024 року[24])
- 2025 — дотепер: Вік на вік
- 2025 — дотепер: Місто і село
- 2025 — дотепер: Мамо, Ваш вихід!

### Архівні
- 1998: Студія Ранок. День. Вечір. Ніч
- 1999—2014: Підйом
- 1999—2015: Репортер
- 2000—2015: Єралаш
- 2003—2013: Спортрепортер
- 2002—2013: Спецрепортер
- 2000—2013: Репортер. Тема дня
- 2000—2006: Репортер. Бізнес
- 2006—2013: Київський репортер
- 1999—2014: Запитайте у лікаря
- 2000: Тетянин полудень
- 2000: Живий Звук
- 2000: Обличчя світу — як це було
- 2000—2013: Нова погода
- 2002—2004: За гроші
- 2002: За склом-3. Тепер ти в армії (спільно з російським телеканалом «ТВС»)
- 2002: Козаки-розбійники
- 2002—2005: Кунсткамера
- 2002—2005: Вікна
- 2003: Життя прекрасне
- 2003—2004: 25 кадр
- 2003—2004: Один за всіх
- 2003: Фактор страху
- ?—? Реальні гроші
- 2010—2012: Teen Тайм
- 2010—2022: Kids Тайм
- 2006—2011: Ексклюзив
- 2007—2011: Аналіз Крові
- 2007—2011: Фабрика зірок
- 2007: Володар гори
- 2008—2010: Файна Юкрайна (повтори з 2011 по 2014)
- 2008: Зірка караоке
- 2008—2009: Тільки правда?
- 2009—2011: Реальні гроші
- 2009—2012, 2018—2020: Хто проти блондинок?
- 2010—2011: Інтуїція
- 2010: Україна сльозам не вірить
- 2011: Знову разом
- 2011: Замок страху
- 2010—2012: Новий Погляд
- 2011—2012: Аферисти
- 2011—2012: ТОП-100
- 2011—2020: Ревізор
- 2012: Парад Порад
- 2012: Світлі голови. Зимова Ліга
- 2012: Україна чудес
- 2012—2013: Піранії
- 2012: Стороннім В
- 2012: Пакуй валізи
- 2012: Шури-амури
- 2012: Кухня для двох
- 2012: Світлі голови. Літні ігри
- 2012: Пікнік
- 2012—2013: Мачо не плачуть
- 2012: КабріоЛіто
- 2013: Безумний Автостоп
- 2013: Недільний офіс
- 2013: Війна світів. Ревізор проти шефа
- 2013—2017: Абзац!
- 2013: Знайти крайнього
- 2013—2014: Педан-Притула шоу[25]
- 2014: Ревізор без купюр[26] — спецпроєкт до триріччя Ревізора
- 2014: Проект Перфект
- 2014—2017: Серця трьох
- 2016—2018: Дешево і сердито
- 2014: Заковані[27]
- 2014: 1000 жіночих бажань[28]
- 2014: Стажери[29]
- 2014—2020: Топ-модель по-українськи (пізніше — Супер-модель по-українськи і Супер-топ-модель по-українськи)
- 2016—2021: Від пацанки до панянки (раніше на телеканалі «1+1»)
- 2016: Проект Любов
- 2017: Зоряні яйця
- 2017—2018: Пацанки. Нове життя
- 2015—2017: ПоLOVEинки
- 2016—2017: Зірки під гіпнозом
- 2018: Оля
- 2016—2019: Київ вдень та вночі
- 2017—2019: Ревізор: Магазини
- 2018: Заробітчани
- 2019: Подіум
- 2019: 7Я Рози
- 2015—2020: Суперінтуїція
- 2019: Шалена зірка
- 2020: У кого більше?
- 2016—2021: Вар'яти
- 2017—2022: Таємний агент
- 2021: Пекельна кухня (раніше — на телеканалі «1+1»)
- 2021: Де логіка?
- 2019—2022: Діти проти зірок
- 2022: Ревізори на порозі
- 2022: Пара на мільйон
- 2023: Ранок у великому місті (також — на «СТБ» й «ICTV2»)

### Телесеріали
- 1998: Четвірка неочікуваних нахаб
- 1998: Легенда про загублене місто
- 1998: Вітер у спину
- 2001: Нова жертва (рос.)
- 2001: Грозове каміння (рос.)
- 2001: Горець
- 2001: Таємний світ Алекс Мак (рос.)
- 2001: Чарівник (1—2 сезони) (рос.)
- 2002: Дикий ангел (рос.)
- 2002: Клариса[ru] (рос.)
- 2002—2003: Альпійський патруль (рос.)
- 2002—2003: Клоун[en] (рос.)
- 2002: Прості істини (рос.)
- 2001—2003: Комісар Рекс (рос.)
- 2002: Баффі — переможниця вампірів
- 2003: Буремний шлях
- 2003: Кібердівчинка
- 2002—2003: Малькольм у центрі уваги
- 2003: Нікіта
- 2003—2005: 100 добрих вчинків Едді МакДауда
- 2003: Бітлборги[en]
- 2004: Загублений світ сера Артура Конан Дойля
- 2004: Ангел
- 2004: Вулиці розбитих ліхтарів (рос.)
- 2004—2010: Солдати (рос.)
- 2001—2006, 2016—2018: Кобра 11 (рос.)
- 2005: Морські пригоди
- 2005: Детектив Неш Бріджес
- 2005, 2012: Бальзаківський вік, або Всі чоловіки сво… (рос.)
- 2005: Слухайте! Так краще!
- 2005: Студенти (рос.)
- 2005: Туристи (рос.)
- 2005: Так мало часу[en]
- 2005: Флорісьєнта
- 2005—2007, 2012: Десяте королівство
- 2006: Фірмова історія (рос.)
- 2006: Поклик Тру
- 2006: Ларго[ru]
- 2006: На хвилі успіху[en]
- 2006: Далекобійники (рос.)
- 2006: Вокер, техаський рейнджер
- 2006: Убивча сила
- 2007: Слухай сюди!
- 2007: Ліззі Макгвайр
- 2007: Ксена: принцеса-воїн
- 2007—2010: Як сказав Джим
- 2007: Холостяки (рос.)
- 2007: Кордон. Тайговий роман (рос.)
- 2007: Колишня (рос.)
- 2007—2011: Таємниці Смолвіля
- 2007—2017: Щасливі разом (рос.)
- 2007: Школярка (рос.)
- 2007—2009: Школа №1 (рос.)
- 2008—2012: Кадети (рос.)
- 2008—2010: Живий за викликом
- 2008—2010: Ранетки (рос.)
- 2008—2017: Татусеві доньки (рос.)
- 2008—2017: Моя прекрасна нянька (рос.)
- 2009—2010: Курсанти[ru] (рос.)
- 2009: Межа (1—2 сезони)
- 2010—2014: Вороніни (рос.)
- 2010: Кайл XY
- 2011—2012: Дрейк і Джош
- 2011: АйКарлі
- 2011: Останній акорд
- 2011—2012: Щоденники вампіра
- 2012: Купідон[ru]
- 2008, 2011—2012: Пліткарка
- 2012—2017: Не родись вродлива (рос.)
- 2012—2014, 2017: Молодята
- 2012—2013: Кухня (1—2 сезони) (рос.)
- 2013: Шурочка (рос.)
- 2013: Руді (рос.)
- 2013: Молодіжка
- 2013—2015: Великі почуття (рос.)
- 2013—2014: Останній із Магікян (рос.)
- 2014: Фізрук (1 сезон) (рос.)
- 2014—2015: Вижити Після
- 2016: Цілком таємно
- 2016—2017: Гра престолів
- ?—?: Закрита школа (3—4 сезони)
- ?—?: Друзі
- ?—2024: Пригоди Мерліна
- 2016: СашаТаня
- 2017, 2019: Смугасте щастя
- 2017—2018, 2020: Відчайдушні домогосподарки
- 2018: Статус відносин — все складно
- 2018: Діагноз: Майже не закохані
- 2018: Мелліса і Джоуї
- 2018: Містер Гутен і леді
- 2018: Клініка
- 2018: Ми такі
- 2018: Кохання напрокат
- 2018: Чаклунки
- 2018 — дотепер: Будиночок на щастя
- 2019: Медфак
- 2019: Подорожники
- 2019—2020: Перші ластівки
- 2020: Бібліотекарі
- 2021—2022: Грімм
- 2021—2024: Надприродне
- 2022: Полкан
- 2022: Сирена
- 2023: Молода
- 2023 — дотепер: Зв'язок
- 2023 — дотепер: Голова
- 2024: СуперКопи
- 2024: Злочин у раю
- 2024: Приватний детектив Магнум (2018)
- 2024: Паніка Вова
- 2025: Заряджені

### Мультсеріали
- 1998: Тін Тін
- 1998: Чарівні пригоди Квазімо
- 1998: Орсон і Ольвія
- 1998: Ультрамалюки
- 1998: Омер
- 1998: Легенда про біле ікло
- 1998: Побрехеньки
- 1998: Повернення Догтаньйона
- 1998: Динозаврики
- 1999: Інопланетяни
- 1999: Підлітки-мутанти Черепашки-ніндзя
- 2000: Симба-футболіст
- 2000: Наїздники драконів
- 2000: Конан — шукач пригод
- 2000: Мольєрісімо
- 2000: Небесні танцюристи
- 2000: Гробокопи
- 2000—2003: Сейлор Мун (рос.)
- 2001: Три ведмеді
- 2001, 2012: Губка Боб Квадратні Штани[30]
- 2001—2003: КітПес
- 2001: Дика сімейка Торнберрі
- 2001: Том і Джеррі (Ганна—Барбера)
- 2001—2002: Бівис і Батхед
- 2001—2006: Пеппі Довгапанчоха (рос.)
- 2001—2005: Оггі та кукарачі
- 2001—2002: Лабораторія Декстера
- 2001—2008: Злюки бобри (2012—2013, повтор)
- 2001: Бридке каченя
- 2001: Пучіні
- 2001: Мишеня Лапіч
- 2001: Дещо про Мімі
- 2001—2002: Шоу Рена та Стімпі
- 2001: Пітер Пен
- 2001: Бандольєро
- 2001: Скубі Ду, де ти?
- 2001: Друппі-детектив
- 2001: Дінкі — маленький детектив
- 2001: Кокобіл
- 2001, 2003: Світ Боббі
- 2001, 2003: Нормальний Норман
- 2001, 2003: Бітлборги
- 2001, 2003: Життя з Луї
- 2002, 2004, 2006: Ракети
- 2002: Бандольєро
- 2002, 2009: Земля до початку часів ((рос.), (укр.) — 2009)
- 2002: Пригоди діґімонів (рос.)
- 2002—2003: Картуш — Вуличний принц
- 2002—2003: Ловець карт Сакура (рос.)
- 2002—2003: Сакура
- 2002—2004, 2010—2012: Пригоди Джекі Чана
- 2002: Невгамовні
- 2003: Нік і Перрі
- 2003: Кокобіл (рос.)
- 2003: Альберт-вовченя
- 2003: Деніс-мучитель (рос.), (укр.)
- 2003: Родина Чомучок (рос.)
- 2003—2010: Му та Ципа
- 2003: Пучіні
- 2003: Каспер і Ангели
- 2003: Том і Джеррі малюки
- 2003—2006: Джонні Браво
- 2001—2003, 2011: Маска[en] (2001—2003 — (рос.), (укр.), 2011 — (укр.), переозвучення)
- 2003: Що трапилось, Скубі-Ду? (рос.), (укр.)
- 2003, 2010—2011: Сімейка Адамсів
- 2004, 2011—2012: Джуманджі (2004 — (рос.), 2011 — (укр.))
- 2004, 2015: Пригоди Джиммі Нейтрона: хлопчика-генія
- 2004, 2011: Стюарт Літтл
- 2004, 2011: Скубі-Ду шоу
- 2004: Бібі Блоскберг
- 2004: Сабріна — маленька відьмочка
- 2005, 2007: Завойовник Зім
- 2005: Сонік Ікс (34—78 серії не транслювалися)
- 2005: Як щодо Мімі?
- 2005, 2007, 2009: Ульотні лунатики
- 2005: Справжні мисливці на привидів
- 2005, 2011: Що нового, Скубі-Ду?
- 2006: Ясон і герої Олімпу
- 2006: Вуншпунш (рос.)
- 2006: Підлітки-Титани
- 2006: Пригоди Вуді і його друзів
- 2006—2007: Чарівниці
- 2006, 2011—2012: Скубі-Ду, де ти?
- 2007: Тутенштейн
- 2007: Ґодзілла
- 2007—2010: Неймовірне життя Джуніпер Лі
- 2008, 2010—2011: Поліцейська академія
- 2008, 2011—2012: Бетмен
- 2008: Веселі мелодії
- 2008—2009: Мій друг — мавпа
- 2008, 2014: Дак Доджерс
- 2008, 2010—2011: Шеггі і Скубі-Ду ключ знайдуть!
- 2009: Табір Лазло
- 2010—2011: Дональд Дак представляє[en]
- 2010: Мої друзі Тигруля та Пух
- 2010: Все про Міккі Мауса[en]
- 2010: Нові пригоди Вінні-Пуха
- 2010—2011: Русалонька
- 2010—2011: Доброго ранку, Міккі![en]
- 2010—2011: Смішарики
- 2010—2011: Нові пригоди Бетмена[en]
- 2010—2011: Вейнхед[en]
- 2010—2012: Майстер Менні
- 2010—2012: Фінеас і Ферб[31] (укр.), (рос.)
- 2010—2011: Зоряні Війни: Війни Клонів
- 2011: Спорт із Гуфі
- 2011: Барбоскіни
- 2011—2012: Назад в майбутнє
- 2012: Екстремальні мисливці на привидів
- 2012: Качині історії
- 2012: Пінгвіни Мадагаскару
- 2013: Аладдін
- 2014: Скубі-Ду: Корпорація «Загадка»
- 2016—2018: Пригоди Кота у чоботях
- 2017—2018: Лунтик
- 2017—2018: Король Джулієн
- 2019: Майлз із майбутнього
- 2019—2021‚ 2023: Шоу Тома і Джері

## Колектив

### Керівництво[32]
- Ірина Ваховська — Виконуюча обов'язки генерального директора
- Ольга Балабан — Маркетинг директорка
- Олександра Ткаченко — Генеральна продюсерка

### Ведучі[33]
- Сергій Притула
- Олександр Педан
- Леся Нікітюк
- Роман Міщеряков
- Єфим Константиновський
- Лера Товстолєс
- Даніель Салем
- Ганна Жижа
- Богдан Шелудяк
- Алла Костромічова
- Юлія Панкова
- Олена Філонова
- Сергій Нікітюк
- Соня Плакидюк
- Олена-Крістіна Лебідь
- Євген Кошовий
- Валентин Сергійчук
- Віталій Тильний
- Сергій Полупан
- Володимир Жогло
- Володимир Ковцун
- Анна Олицька
- Марія Себова
- Анастасія Кошман
- Валентин Чернявський
- Тетяна Сорокоус
- Макс Узол
- Ольга Манько

## Мовлення

### Супутникове мовлення
| Супутник          | Стандарт | Частота | Символьна швидкість | Поляризація       | FEC | Формат зображення | Кодування |
| ----------------- | -------- | ------- | ------------------- | ----------------- | --- | ----------------- | --------- |
| Astra 4A (4.8°E)  | DVB-S2   | 12073   | 30000               | горизонтальна (H) | 2/3 | MPEG-4            | FTA       |
| Astra 3C (23.5°E) | DVB-S2   | 12285   | 30000               | вертикальна (V)   | 2/3 | MPEG-4            | FTA       |

### Етерне цифрове мовлення
| Канал | Мультиплекс | Стандарт | EPG        | Формат мовлення |
| ----- | ----------- | -------- | ---------- | --------------- |
| 1     | MX-2        | DVB-T2   | Green tick | SD 576i 16:9    |